# Michael Schjønberg
Michael Schjønberg Christensen (Esbjerg, 19 gennaio 1967) è un allenatore di calcio, dirigente sportivo ed ex calciatore danese, di ruolo difensore.

## Carriera

### Giocatore

#### Club
Schjønberg ha iniziato la carriera come centrocampista offensivo nell'Esbjerg, con cui ha giocato 103 partite in totale. Lui ed il suo compagno di squadra Jesper Kristensen sono andati ad allenarsi con il connazionale Allan Nielsen, al Bayern Monaco, nell'inverno 1989. Quando l'allenatore della squadra amatoriale del Bayern, Hans-Dieter Schmidt, è diventato allenatore dell'Hannover 96 gli ha offerto un contratto. Così, nel 1990, Schjønberg ha firmato per l'Hannover, che all'epoca militava nella 2. Fußball-Bundesliga.
All'Hannover è stato convertito in un calciatore prettamente difensivo ed è stato impiegato anche come terzino sinistro. Ha vinto il suo primo trofeo professionistico nel 1992, quando la sua squadra ha sconfitto il Borussia Mönchengladbach nella Coppa di Germania. La gara è terminata ai calci di rigore, dove Schjønberg ha segnato la rete decisiva. Scontento del suo contratto, comunque, Schjønberg ha manifestato la volontà di tornare in Danimarca, all'Odense. Invece, dopo la vittoria in Coppa, l'Hannover gli ha offerto un contratto migliore e la fascia da capitano. Comunque, anche a causa delle difficoltà di entrare a far parte della Nazionale, ha lasciato l'Hannover nel 1994, dopo 123 partite e 2 reti.
Dopo aver firmato per l'Odense, nel 1994, ha trovato il posto nella Nazionale. Con la nuova squadra, ha raggiunto i quarti di finale di Coppa UEFA 1994-1995. È stato il più grande traguardo europeo raggiunto dall'Odense, con il club che ha eliminato il Real Madrid, prima di essere esclusi dalla manifestazione dal Parma.
Nel 1996 è tornato in Germania, al Kaiserslautern. Nella sua prima stagione il club è stato promosso in Bundesliga. Il suo successo è proseguito, con il Kaiserslautern che ha vinto il titolo, subito dopo il ritorno in prima divisione.
Schjønberg ha segnato anche la prima rete del Kaiserslautern nel campionato 1997-1998, contro i campioni in carica del Bayern Monaco. Dieci minuti prima del fischio finale, infatti, Schjønberg ha colpito di testa un cross di Ciriaco Sforza e ha segnato la rete dell'uno a zero. In tutta la stagione ha giocato 21 delle 34 partite e ha messo a segno 4 reti. Il Kaiserslautern è stata la prima squadra tedesca a vincere il campionato da neopromossa.
Nel campionato 1998-1999 è stato infortunato per diverso tempo, a causa di uno scontro col portiere del Bochum Thomas Ernst, dove il danese si è fratturato uno stinco. Dopo sette mesi di riabilitazione, è tornato ad aprile 1999.
Schjønberg si è reso protagonista di una prestazione importante anche nella penultima giornata del campionato 1999-2000: nella sfida contro il Friburgo, infatti, il portiere titolare del Kaiserslautern, Georg Koch, era infortunato e al suo posto ha giocato Uwe Gospodarek, sua riserva; durante l'incontro Gospodarek si è infortunato e, in mancanza di alternative, in porta ci si è sistemato Schjønberg. Successivamente Levan K'obiashvili ha segnato la rete del vantaggio per il Friburgo, ma Schjønberg si è messo comunque in luce, parando un rigore ad Alexander Iashvili.
Nel campionato 2000-2001 è stato tormentato dagli infortuni ed ha deciso di ritirarsi al termine della stagione, dopo 117 partite e 13 reti per il Kaiserslautern.

#### Nazionale
Ha debuttato con la selezione danese durante la FIFA Confederations Cup 1995, poi vinta. Il difensore ha giocato in tutte le partite della rappresentativa nella competizione. È stato poi selezionato anche per il campionato d'Europa 1996, dove è stato utilizzato in due partite.
Ha poi partecipato al campionato del mondo 1998, immediatamente dopo la vittoria della Bundesliga. Qui ha giocato quattro delle cinque gare disputate dalla Nazionale danese. È stato impiegato, inizialmente, come terzino sinistro titolare, ma nel corso del torneo ha perso il posto in favore di Jan Heintze.
È stato chiamato a rappresentare la Danimarca anche al campionato d'Europa 2000, dove ha giocato tre partite, prima che la sua selezione fosse eliminata. Quella contro la Rep. Ceca è stata la sua ultima gara in Nazionale.

### Allenatore
Dopo la fine della sua carriera professionistica, è diventato l'allenatore delle giovanili del Kaiserslautern, nel 2003. A luglio 2004 è diventato responsabile tecnico dell'Herfølge, accanto al suo amico Allan Nielsen. La squadra è retrocessa al termine del campionato, ma Schjønberg ha mantenuto il suo posto. A novembre 2005 è diventato assistente dell'allenatore Peter Neururer, all'Hannover. Dopo il licenziamento di Neururer a settembre 2006, Schjønberg è stato tecnico della squadra per una sola partita, contro la Dinamo Dresda. Dopo l'assunzione di Dieter Hecking, l'ex difensore è diventato l'allenatore della squadra amatoriale dell'Hannover.
Dal 4 aprile 2007 al 7 novembre 2007 è stato un dirigente del Kaiserslautern, mentre attualmente è direttore sportivo dei danesi del Vestsjælland.
Il 26 novembre 2014 viene ufficialmente nominato nuovo allenatore dei norvegesi del Nest-Sotra, compagine militante nella 1. divisjon locale: il contratto sarebbe stato valido a partire dal 1º gennaio 2015. Il 13 maggio 2015, viene esonerato.

## Palmarès

### Giocatore

#### Club

##### Competizioni nazionali
- Coppa di Germania: 1

Hannover 96: 1991-1992
- Campionato tedesco: 1

Kaiserslautern: 1997-1998

#### Nazionale
- Confederations Cup: 1

Danimarca: 1995